# Hella Hueck
Hella Hueck (Enschede, 15 april 1972) is een Nederlands journaliste die begin 2024 hoofdredacteur werd van Elsevier Weekblad, maar eerder freelance werkzaam was onder andere bij  RTL Nieuws en RTL Z.
Hueck studeerde rechten aan de Universiteit Utrecht en ze behaalde een master internationaal recht aan de Universiteit Stellenbosch in Zuid-Afrika. Na haar opleiding koos ze voor een carrière bij KPN, waar ze zowel commerciële als marketingfuncties bekleedde. 
In 2003 zegde Hueck haar baan op en startte een postdoctorale studie journalistiek (radio en televisie) aan de Universiteit Groningen. Na haar studie ging ze werken voor het RTL Nieuws. Bij RTL Z  wisselt Hueck verslaggeving af met het presenteren van het economische nieuws. Daarnaast valt ze soms in voor Diana Matroos en Sanne Boswinkel bij het RTL Nieuws op RTL Z.
Op 15 april 2010 begon het interactieve internetprogramma Op en Top NL, waarvan ze initiatiefneemster en presentatrice is. In acht weken tijd ontving de presentatrice ondernemende Nederlanders. De kijker kon direct vragen stellen aan de gast.
Vanaf eind 2014 werkt zij als zelfstandige voor diverse opdrachtgevers. Naast de presentatie en verslaggeving schrijft Hueck blogs voor Rethinkingmedia.nl en Sprout, en is ze medeoprichter van de Stichting Dutch Media Professionals. 
In 2018 maakte Hueck de overstap naar schrijvend journalist. De journalist is werkzaam voor het Financieel Dagblad als reporter Tech & Innovatie en managing editor (chef). 
Per 1 januari 2024 volgt zij Arendo Joustra op als hoofdredacteur van Elsevier Weekblad.
Hueck is getrouwd en heeft twee kinderen.